# 키스 롤리

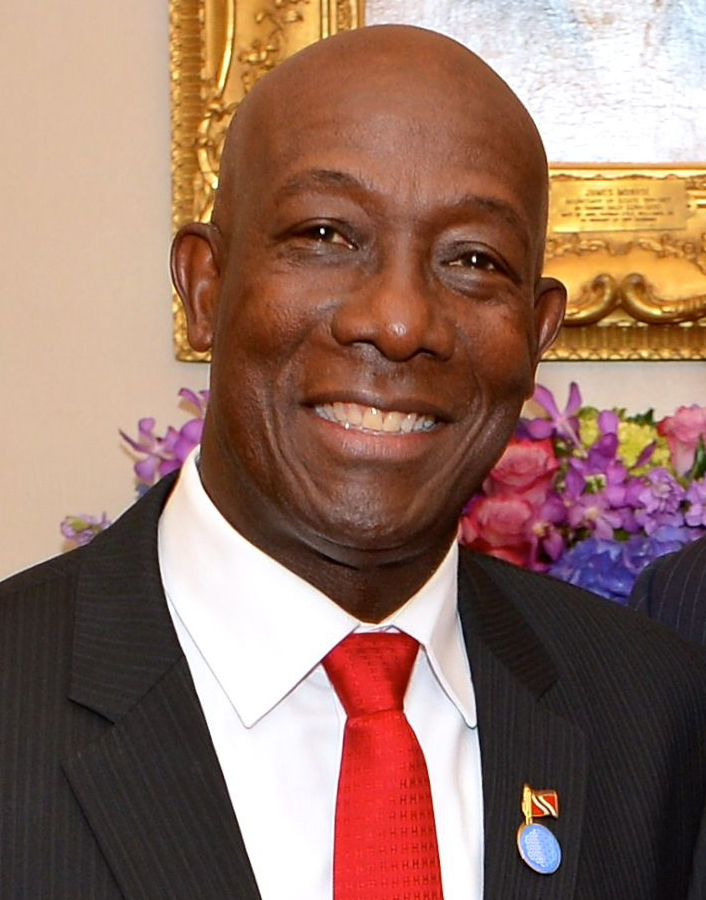
키스 롤리

키스 롤리(영어: Keith Rowley, 1949년 10월 24일 ~ )는 트리니다드 토바고의 정치인이다. 2015년 9월 9일부터 트리니다드 토바고의 총리를 역임하고 있다. 롤리는 2020년 8월 총선에서 한번더 승리하였으며, 8월 19일 한번더 트리니다드 토바고 총리로 취임했다.